# مصطفى بال أوغلو
مصطفى بال أوغلو (بالتركية: Mustafa Baloğlu)‏, (ولد: 1 يناير 1967, «آق شهير» في قونية، بتركيا) سياسي تركي. ونائب حالي وسابق في البرلمان التركي لأكثر من دورة ممثلا عن حزب العدالة والتنمية.

## لقبه
لقبه بال أوغلو Baloğlu سنقسم إلى كلمتين تركيتين:
- Bal: «بال» ومعناها «عسل» أو «شهد».[2]
- oğlu: «أوغلو» ومعناها «ابن».

ومعنى لقبه: ابن الشهد أو ابن العسل.